# Danh sách hiệu kỳ tại Pháp
Dưới đây là danh sách các loại cờ từng được dùng làm hiệu kỳ của các tổ chức chính trị - xã hội cấp quốc gia tại Pháp tồn tại trong lịch sử, được các tài liệu độc lập và có uy tín ghi nhận: